# Onthophagus vlasovi
Onthophagus vlasovi är en skalbaggsart som beskrevs av Medvedev 1958. Onthophagus vlasovi ingår i släktet Onthophagus och familjen bladhorningar. Inga underarter finns listade i Catalogue of Life.